# ゴールウェイ
ゴールウェイ（愛: Gaillimh, アイルランド語発音: [ˈɡal̠ʲɪvʲ], ガリヴ; 英: Galway, /ˈɡɔːlweɪ/, ゴールウェイ）は、アイルランド西部の都市で、ゴールウェイ県の県都である。ゴールウェイ湾の北東の一角に位置し、市内をコリヴ川が流れる。

## 概要

### 地名の由来
市の名前の最も確かな由来は、アイルランドのガリヴ (Gallibh)、「外国人の町」（外国人、Gallから）である。ゴールウェイはアングロ・ノルマン期に支配した14の部族の都市として知られている。

## 歴史
主要記事：History of Galway
ガリヴの河口の砦は1124年、コノート王によって建設された。砦の周囲には小さな町が形成された。
1230年代のアングロ・ノルマンの侵略の際に侵略軍を率いるRichard Mor de Burghに接収された。de Burghは土着化したため、商人がこの町を牛耳るようになっていった。
1484年12月には英国王室から市長を置く事が認められ、完全な自治を取得した。ゴールウェイはゲール復興運動までの間、イギリスの支配下のままであった。その間、アイルランド語を話す隣人との難しい関係に耐え忍んだ。
1562年に造られた都市の西門の上へ当時の市長は"From the Ferocious O'Flahertys may God protect us"（獰猛なオフラハティ（en）一家から神は我々を護るだろう）という通知を出した。その規約はアイルランド人に
"neither 'O' nor 'Mac' shall strutte ne swagger thro' the streets of Gallway."（ゴールウェイの通りを抜けるOもMac（どちらも「～の子孫」を意味するアイルランド人名の接頭詞）も、自慢したり威張るべからず）と命じ、アングロ・アイリッシュとむやみに接触することを禁じた。中世にゴールウェイは14のアングロ・ノルマンの一家、ゴールウェイの'部族'の寡頭政治によって統治され、フランス、スペインとの国際貿易で栄えた。

### 近世

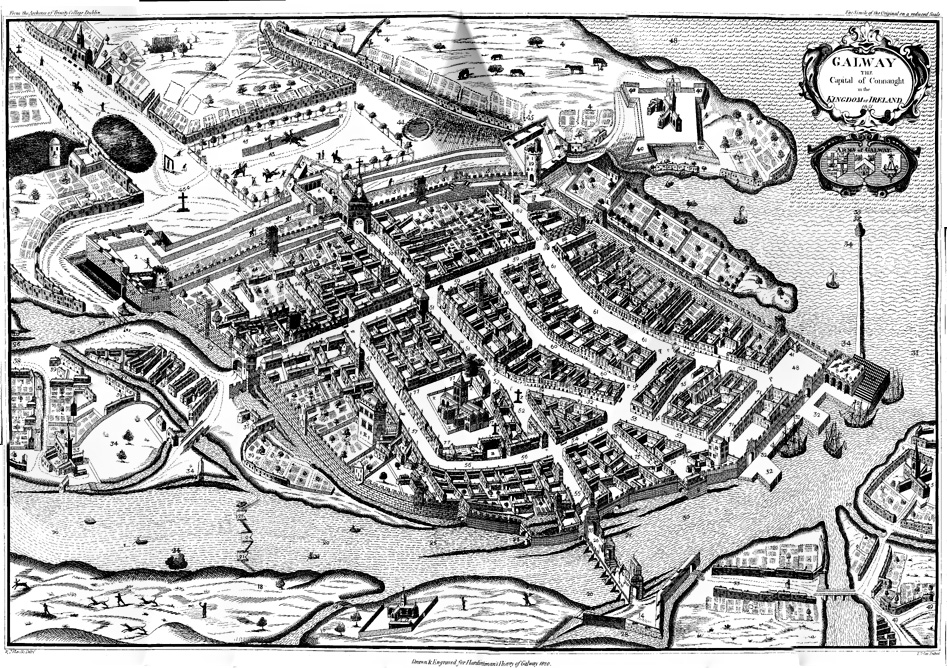
1651年のゴールウェイ

1642年には三王国戦争でキルケニーのアイルランド・カトリック同盟へ加勢した。クロムウェルによるアイルランド侵略の際は9ヶ月もの間包囲された後に占領された。
17世紀末、ウィリアマイト戦争ではジャコバイトの側へつき（議会に対して国王チャールズ2世を支持した）、1691年のオーリムの戦いの後まもなくウィリアマイトに占領された。
ゴールウェイの名門は没落し、この都市は衰退した。
そして20世紀後半の大好況まで完全回復しなかった。

## 政治

### 行政

#### 市長
主要記事：Mayor of Galway
現在市長は儀式的なものとなっており、1年毎に市議会議員の互選で決まる。現在の市長は2005年6月に任命されたブライアン・ウォルシュである。

#### 代議士
ゴールウェイ市はドイル・エアラン（アイルランド下院）のゴールウェイ西選挙区の一部となっている。代議士：
- ノエル・グリリッシュ (Noel Grealish)（進歩民主）
- マイケル・D・ヒギンズ (Michael D. Higgins)（労働） - 労働党党首。
- エーモン・オクイーヴ (Éamon Ó Cuív)（フィアナ・フォイル）
- フランク・ファヒー (Frank Fahy)（フィアナ・フォイル）
- ポードリック・マコーマック (Pádraic McCormack)（フィナ・ゲール）

エモン・オクイーヴを除き、全員が市民から強く支持を受けている。マーガレット・コックス上院議員（フィアナ・フォイル）もまた政治基盤をゴールウェイに置いている。2002年の総選挙ではフィアナ・フォイルのマーガレット・コックスと進歩民主党のノエル・グリリッシュの選挙戦で大揺れの選挙区となった。グリリッシュの数百票差での勝利は1977年以来単独政権を続けてきたフィアナ・フォイルが進歩民主党との連立政権を組む事につながった。

### 議会

#### 市議会
主要記事：Galway City Council
ゴールウェイ市議会は1484年12月にリチャード3世から認められ、1485年にゴールウェイの氏族達により創設された。初代市長はパース・リンチ。1841年に解体され、ゴールウェイ都市地区議会 (Galway Urban District Council) にとって変わられたが1937年に区 (borough) として1986年には特別市 (county borough) として復活した。
公式名は"The Mayor, Aldermen and Burgesses of the County Borough of Galway"。
ゴミ収集、リサイクル、交通管制、公園、住宅は15人の市議会議員により管理される。議員は5年毎の選挙により選ばれる。次の選挙は2009年6月に行なわれる予定。現在の市議会は労働党4人、フィナ・ゲール党3人、進歩民主党3人、フィアナ・フォイル党2人、緑の党1人、シン・フェイン党1人、無所属1人からなる。
2005年6月の選挙では左翼の労働党、緑の党、シン・フェインが2から6へと議席を増やして大きな変化をみせた。フィアナ・フォイルは3議席を失い、北・東区では無所属が選ばれた。これにより市民の声を反映する議会になったといわれる一方で、膠着状態の内輪もめになったとする意見も見られる。この選挙により15人のうち8人が初当選の議員となったため経験不足感は否めない。

## 対外関係

### 姉妹都市・提携都市
ゴールウェイはSister Cities International, Inc. (SCI) によって締結された、6つの姉妹都市を有している。
- シアトル（アメリカ合衆国 ワシントン州）
- セントルイス（アメリカ合衆国 ミズーリ州）
- シカゴ（アメリカ合衆国 イリノイ州）
- ケンブリッジ（アメリカ合衆国 マサチューセッツ州）
- ミルウォーキー（アメリカ合衆国 ウィスコンシン州）
- オールボー（デンマーク王国）

## 教育

### 大学
- アイルランド国立大学ゴールウェイ校
- アトランティック工科大学・ゴールウェイキャンパス

## 交通

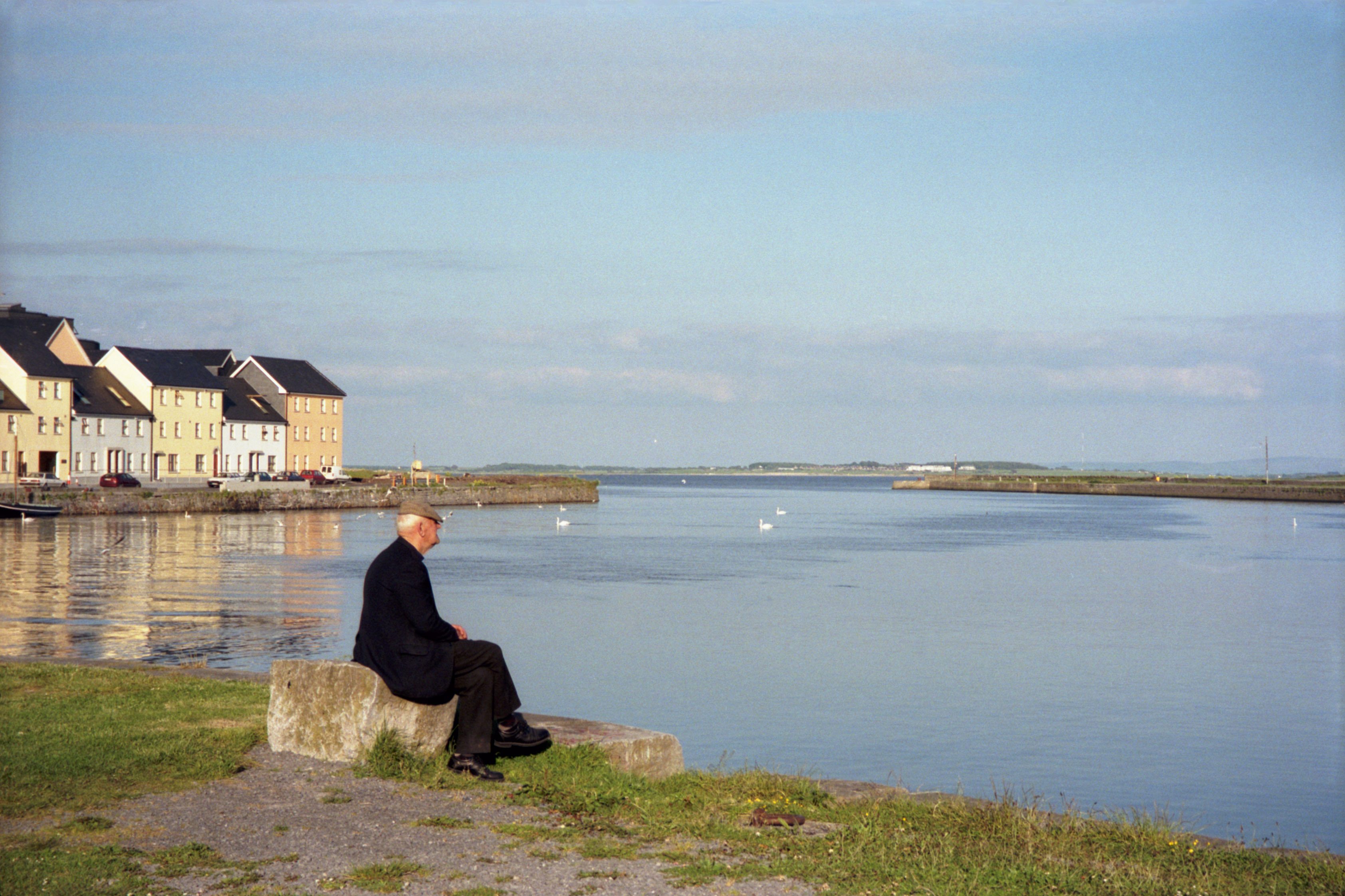
Ballyknow Quay

### 空路

#### 空港
市内から東に6kmのカーンモア (en:Carnmore) にあるゴールウェイ空港 (en:Galway Airport) は、2011年11月1日に定期旅客便の運航を廃止した。滑走路が短く現代的な旅客ジェット機を受け入れられないため、運用が限定されている。市内から西に22kmのコネマラ空港 (en:Connemara Airport) は、アラン諸島 (Oilea'in A'rann) の各島への定期便を運行している。シャノン空港 (90 km) とノック空港 (en:Ireland West Airport Knock) (86 km) も市内から容易にアクセスでき、両空港ともアイルランド周辺、イギリス、大陸ヨーロッパ、北アメリカ（シャノン空港から）への便を運行している。

### 鉄道
アイルランド鉄道がダブリンと一日7往復している。途中停車駅はアセンライ、バリナスロー、アスローン、タラモア、キルデアなど。乗客はアスローンでウェストポートとバリナ、そしてキルデアではコーク、リムリック、トラリー、ウォーターフォード行きへ乗り換えることができる。ダブリンへまでの所要時間はおよそ3時間。

### バス
バスはゴールウェイ市や県の公共交通機関の主要な形態である。市内ではBus Éireann とGalway City Directとにより15路線が運行されている。
また、さまざまなバス会社がゴールウェイ県全域やアイルランド全体にバス路線を張り巡らせている。バス乗り場はいくつかの場所がある
- バスと鉄道の中心駅はゴールウェイ駅（英語版）[6]である。
- フェアグリーン[7]にあるゴールウェイ・コーチ・ステーションは、コーチ（長距離バス）ハブである。コーチ・ステーションとダブリンやダブリン空港との間で定期直行便が運行されており、またリムリック、コーク、クリフデンとの間にも定期便がある。これらは、ゴーバスとシティリンクにより運行されている[8][9]。
- 他の地域バス会社[10]は、シティ・センター周辺のさまざまなバス停留所を使用している。また、NUIGやGMITのキャンパスにもバスが運行されている。

### 道路
3本の幹線道路が市へ通じている。北部からのN17（チュアム、スライゴ、ドニゴール）、東部からのN6（アスローン、ダブリン）、および南部からのN18（シャノン、リムリック、コーク）。ゴールウェイを他の大都市と繋ぐ高速道路が2010年から2020年の間にできる予定である。ダブリンへの所要時間はおよそ4時間。シャノン空港への移動時間はおよそ90分だが、リムリックへの移動を2時間を要する。ゴールウェイはコネマラへの入り口であると考えられ、コリブ湖西岸に沿ったN89とゴールウェイ湾北岸に沿ったR337はこのワイルドでロマンチックな地区を通る。

### 航路

#### 港湾
ゴールウェイ湾の奥にあるゴールウェイ港はアイルランド西海岸の中心となる港である。最大1万トンの船舶が入港でき、ドックへは一度に9艘が格納できる。
ロサヴィール、ドゥーリンと共にアラン諸島への玄関口となっている。

## 観光

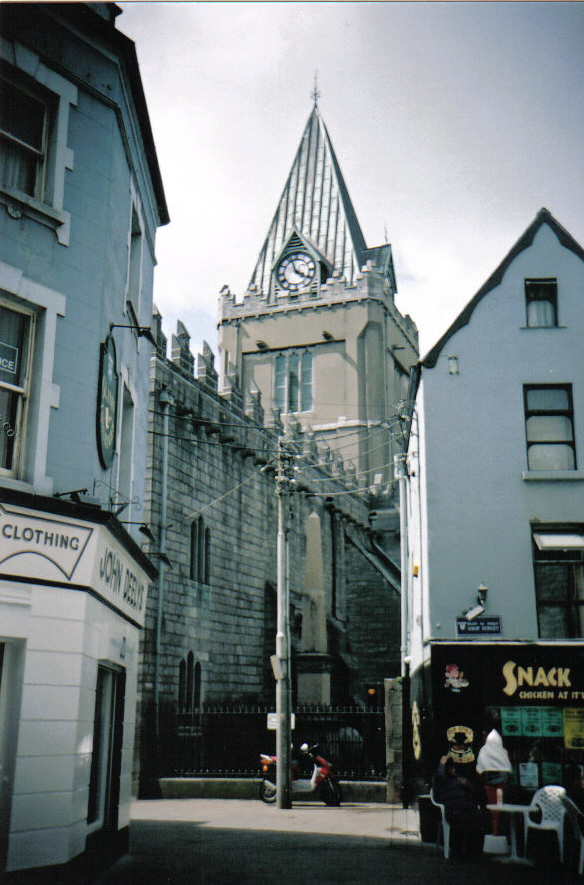
聖ニコラス・アングリカン教会はアイルランドに現存する中世の最大の教会

### 建築物
おそらくアイルランドで最もすばらしい中世の町屋である、リンチ城がショップ通りにあるが、現在ではアライド・アイリッシュ銀行の支店になっている。旧市街の中心にあるアイルランド教会の聖ニコラス教会はアイルランドに現存するうち一番大きな中世の教会で、1320年に設立され、続く2世紀の間に拡大された。
1965年建立のローマ・カトリックの"Our Lady Assumed into Heaven and St Nicholas"もある。石灰岩からなる大きな建築物で、ドームと柱とアーチはルネサンス期の模倣、そしてロマネスク調の正面のアーチはアイルランド教会に独特のものである。この建設はスペインのサラマンカ市教会の提案によるものである。
大聖堂からそう遠くない場所にアイルランド国立大学の元の中庭がある。アイルランド国立大学ゴールウェイ校の独創的な四角形ビルは1849年（飢饉中に）に建設され、コーク校とベルファスト校と共に、「アイルランド"クイーンズ"大学」を構成していた。そこはケルト語派の音声資料のユネスコ・アーカイブを保持している。

## 文化・名物

### 祭事・催事
毎年開かれるイベント
- Early Music Festival（5月）
- the Galway Film Fleadh（7月）
- the Galway Arts Festival（7月）
- Galway Races（8月）
- Galway International Oyster Festival（9月）
- the Baboró Galway International Arts Festival for Children（10月）

### 劇場
アイルランドで最も名高い俳優を何人も輩出した、常設のアイルランド語劇場Taibhdhearc Na Gaillimheがある。ドルイドシアター社はその最先端の演出と指示で国際的な喝采を得た。

### アイルランド語と文化
ゴールウェイの言語、音楽、歌、踊りの伝統は「アイルランド的」な特徴で、「アイルランドの2言語の首都」と呼ばれる。ゲールタハト（アイルランド語使用地域）の入り口に位置し、町中では2言語による道路標識や店の看板などにアイルランド語をみることができる。周辺の地域の人間はアイルランド語を話す。アイルランド語による劇場An Taibhdhearcやテレビ放送TG4は市民の生活の重要な一部となり、アイルランド語に関する活動や行事への関心を高めさせている。

### スポーツ
ゴールウェイはアイルランドのリーグにサッカークラブ、ゴールウェイ・ユナイテッドを所有し、2つのラグビーチーム、ゴルウェジアンズとコリンシアンズ、そして県のゲーリック・フットボールとハーリングのチームがある。
海と湖どちらのセーリングも有名で、大学の漕艇部が川でボート競技のイベントを主催する。
サルシルの近くにハンドボールとラケットボールクラブがある。一方、街中にはいくつかの武術クラブがある。クラダからブラックロックまでの遊歩道での「パワーウォーキング」とローラーブレードは一年中人気がある。近郊の村モイカレンはアイルランド国立リーグ一軍のバスケットボールチームの本拠である。またゴールウェイはキックボクシングのヨーロッパ及び世界チャンピオンも輩出した。

### 発祥
クラダリングはゴールウェイの旧城壁のすぐ外にある漁村クラダ (Claddagh) が発祥である。

## ゴールウェイ出身の人物
- ピーター・オトゥール：俳優
- ジョン・タウンゼント：物理学者
- 第3代キラニン男爵マイケル・モリス：ジャーナリスト